# Mariakapel (Catsop)
De Mariakapel Catsop is een kapel opgedragen aan Maria in Catsop in de gemeente Stein in de Nederlandse provincie Limburg. De kapel staat midden op het kruispunt van de Daalstraat, Op de Dries en Het Einde. Ten noordwesten van de kapel ligt het plein de Dries.

## Geschiedenis
In 1848 werd hier de kapel gebouwd waarbij de bouwmaterialen gebruikt werden die over waren bij de bouw van de Sint-Augustinuskerk in Elsloo. De plek van de kapel is verbonden met de legende van Winand van Meers.
Sinds 1967 is de kapel een rijksmonument.
In 1984 en 1998 werd de kapel gerestaureerd.

## Opbouw
De vierkante kapel is opgetrokken in baksteen en heeft pilasters op de hoeken, een witgeschilderde plint en wordt gedekt door een tentdak met daarop een dakruiter. Op driekwart hoogte heeft de kapel een lijst van mergel en tussen het bakstenen muurgedeelte en het dak bevindt zich een versierde laag van mergel. De zijmuren hebben een rondboogvenster met mergelstenen omlijsting en de ingang (in het noordoosten) heeft een hardstenen omlijsting. De muurschilderingen zijn van kunstenaar Henri Ritzen en vertellen het verhaal van de legende van Winand van Meers.

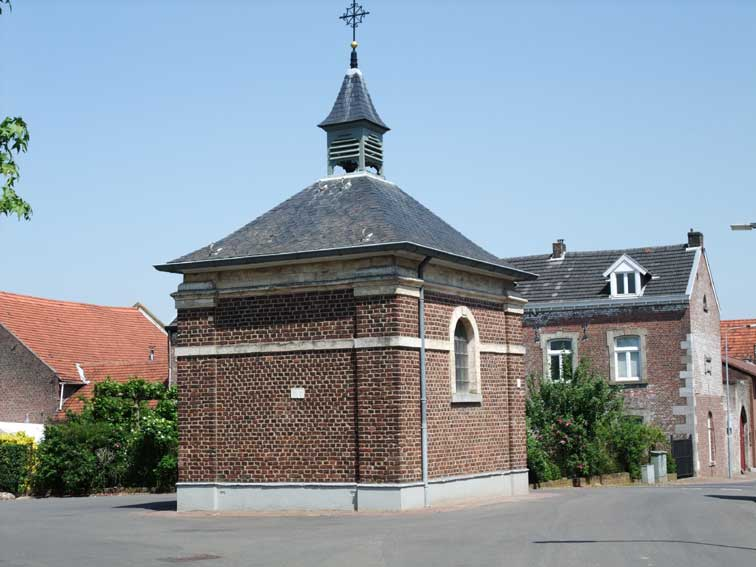